# 稲荷神社 (足立区柳原)
稲荷神社（いなりじんじゃ）は、東京都足立区柳原にある神社（稲荷神社）である。通称「柳原稲荷神社」、または単に「柳原神社」とも呼ぶ。

## 祭神
- 宇迦之御魂神

## 由緒
『葛西誌』によると慶長4年（1599年）の創祀といい、社伝では同11年に徳川家康が当地を訪れ、楊柳が繁って青々としている様子を見て神聖な土地と感じ、江戸城の鬼門除けとして創建させたと伝えられる。そのため、現在も社殿は東北（鬼門）の方角を向いている。
天明6年（1786年）洪水で流失したが、寛政6年（1794年）に再建された。

## 境内社
高木神社・日枝神社
- 創建不明
- 祭神 高皇産霊神・大山咋神・徳川家康公
- 明治初期に「第六天社」から「高木神社」に改称し、明治44年（1911年）に日枝神社を合祀。

浅間神社
- 昭和8年（1933年）に勧請したもので、「富士塚」として足立区の登録有形民俗文化財に登録されている。

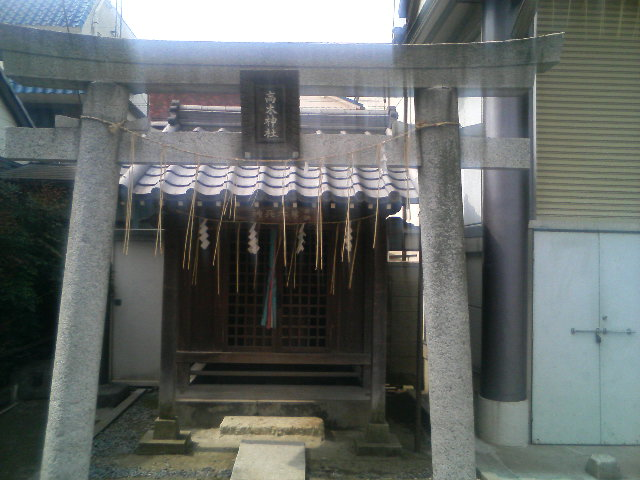
高木神社・日枝神社
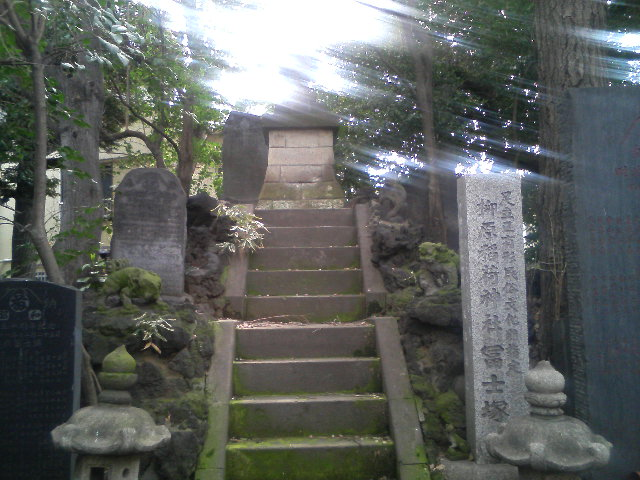
浅間神社（富士塚）
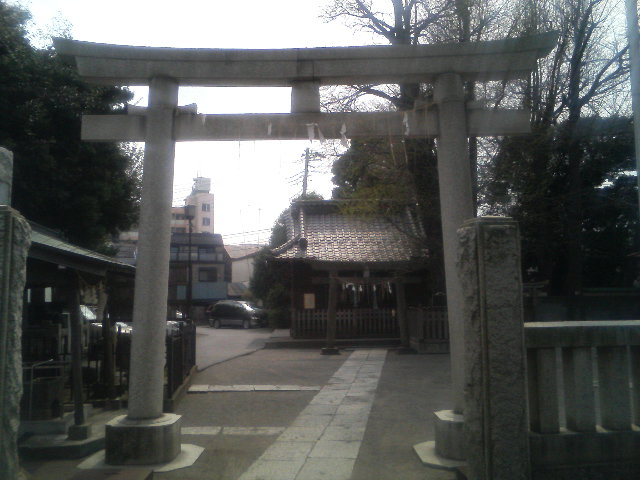
境内

## 文化財
柳原稲荷神社富士塚 一基
足立区登録有形民俗文化財、昭和59年度登録
柳原箕輪囃子連
足立区登録無形民俗文化財 民俗芸能、昭和57年度登録

## 交通
- 北千住駅より徒歩10分
- 牛田駅より徒歩9分
- 京成関屋駅より徒歩9分

## 関連文献
- 「柳原村 稲荷社/第六天社」『新編武蔵風土記稿』 巻ノ22葛飾郡ノ3、内務省地理局、1884年6月。NDLJP:763978/83。